# オイディプスとスフィンクス
『オイディプスとスフィンクス』（仏: Œdipe et le Sphinx）は、フランス象徴主義の画家ギュスターヴ・モローが1864年に制作した絵画である。油彩。主題はギリシア神話の英雄オイディプスがスフィンクスの謎を解く有名なエピソードから取られており、モローの代表的傑作として知られている。
1856年、敬愛するテオドール・シャセリオーの死に深い衝撃を受けたモローは、翌1857年から1859年にかけてイタリアを旅行してルネサンス期の巨匠たちに学び、帰国後も研鑽を重ねて自身の芸術スタイルを一新させた。その成果としてモローは本作品を制作し、その年のサロンでセンセーショナルな画壇復帰を果たした。現在はアメリカ合衆国ニューヨークのメトロポリタン美術館に所蔵されている。

## 主題
父親であるテーバイ王の殺害を宿命づけられたオイディプスは生まれるとすぐにキタイロン山中に捨てられるが、牧夫に拾われ、コリントスの王宮で王子として育てられた。後にオイディプスは自分がコリントス王の実の子供ではないという噂に苦しみ、デルポイの神託に真実を尋ねた。ところがデルポイの巫女は問いには答えずに、自分の父を殺し、母との間に子を生むという予言を返してきた。神託の成就を恐れたオイディプスは帰国を避け、偶然にもテーバイを選んで向かった。そして山中の隘路で出会った老人と道を譲るかどうかで争いとなり、オイディプスはその老人を本当の父親だと知らずに殺してしまう。その後テーバイを苦しめるスフィンクスの有名な謎々を解き、怪物を退治したオイディプスは新たな王として迎えられ、未亡人となったばかりの王妃と結婚する。オイディプスは人生の絶頂期であるまさにそのとき、自らの忌まわしき運命に直面しているとは知る由もないのであった。

## 作品

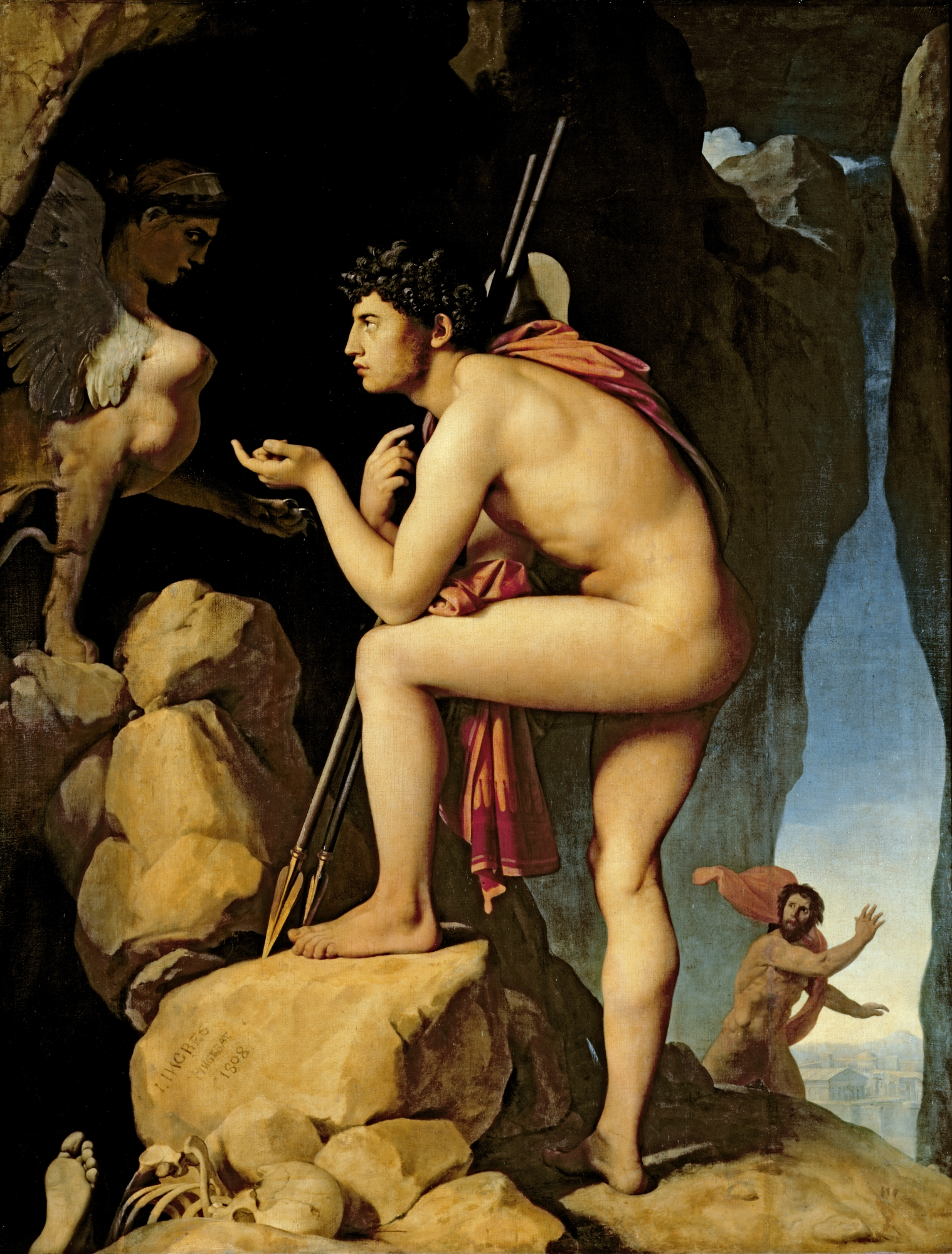
ドミニク・アングルの初期の絵画『スフィンクスの謎を解くオイディプス』。男性の裸体描写の研究成果を美術アカデミーに報告するために制作されたローマ留学時代の作品である。本作品と同じ年に再びこの主題を取り上げている。ルーヴル美術館所蔵。

モローはスフィンクスと対峙して謎に挑むオイディプスを描いている。槍を持ったオイディプスは山中の岩場にコントラポストのポーズで立ち、対してスフィンクスはオイディプスに跳びかかって彼の胸に爪を立てている。両者は至近距離で向き合っており、オイディプスは怪物から身をそらそうとしているが、勇気をもってそれを見つめ返し、スフィンクスはオイディプスが答えるのを待っている。オイディプスの手には槍とともに勝利を暗示する月桂樹の葉が握られているが、彼の足元の崖下には犠牲になった者たちの遺体や骨が横たわり、スフィンクスの残虐性が示されている。画面の両端にはイチジクと月桂樹の低木が生えている。また月桂樹と重なる形で聖杯の載った台座が立ち、その下方では蛇が絡みついており、上方では1匹の蝶が舞っている。勝利を象徴する月桂樹に対して左端のイチジクは原罪を象徴し、物質的な富の象徴としてスフィンクスの宝飾が描かれている。そして魂を象徴する蝶が死を表す蛇から脱出する様を描くことで月桂樹と共鳴させ、オイディプスとスフィンクスを暗示的に表している。

### 制作

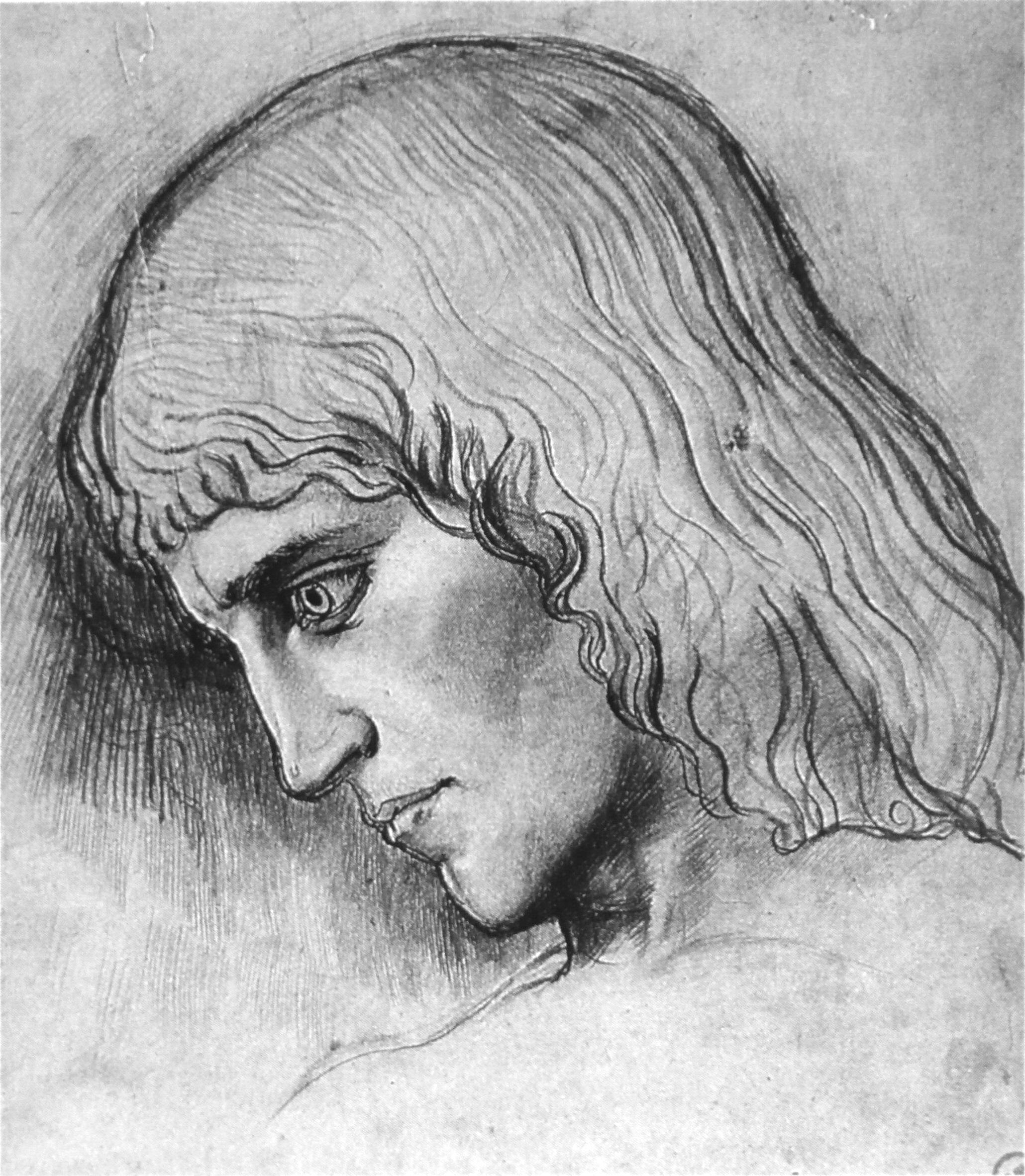
スフィンクスを凝視するオイディプスの頭部の習作。1860年頃。ギュスターヴ・モロー美術館所蔵。

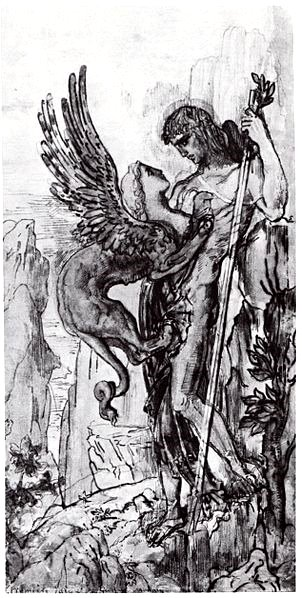
1861年頃の水彩画による習作。この習作はサロン出展の3年前に本作品の構想が完成していたことを示している。ギュスターヴ・モロー美術館所蔵。

モローは本作品の制作にあたって30以上の準備素描を行っており、そのうちの10はスフィンクスの翼を描くための大きな鳥の翼の研究である。
西洋絵画における《スフィンクスの謎を解くオイディプス》は、当時まだ健在であった新古典主義の巨匠ドミニク・アングルが1808年に取り上げた新しい主題である。アングルの絵画はローマ留学時代の作品で、画家の名声が高まった1827年に再び手を加えてサロンに出品し、1829年にオルレアン公フェルディナン・フィリップによって購入されている。この作品をモローが知っていたことは、彼の蔵書の本の1冊にアングルの絵画の小さなスケッチが描かれていることから確認できる。同じ主題を選んだモローはアングルの模倣とならないために構図の推敲を重ねている。たとえば1860年の年記を持つ初期の素描ではオイディプスは画面左に立っているが、その姿はスフィンクスに対して背中を向けており、対するスフィンクスは勝ち誇っている。また同時期の別の素描ではオイディプスは鑑賞者に対して背中を向けて座り、スフィンクスと向き合いながら謎について考えを巡らせている。こうしたまったく異なる構図にモローの苦心がうかがわれるが、その翌年（サロン出展の3年前）には本作品の構想はほとんど完成していた。

### 着想源
着想源としてはいくつかの候補が指摘されており、スウェーデンの美術史家ラグナル・フォン・ホルテンは、スフィンクスの姿勢をハインリッヒ・ハイネの『歌の本』（Buch der Lieder）の詩に由来すると考えた。また美術史家アンリ・ドーラ（Henri Dorra）はスフィンクスとオイディプスのポーズはギリシア語のスフィンクスの語源である「絞めつける・しがみつく」などの意味を持つ動詞に由来すると考えた。最も可能性が高いものとして古代のカメオを挙げることができる。ギュスターヴ・モロー美術館には人間を襲うスフィンクスの姿を彫り込んだ古代のカメオの模写が残されており、モローはそこから本作品の独特の構図を生み出したらしい。
アングルの影響も見い出せる。どちらのオイディプスもともに槍を携えており（アングルのオイディプスが2本の槍を持っているのに対して、1861年のモローの水彩画も同じ数の槍を持っている）、スフィンクスと遭遇した場所も山間の狭い場所であり、スフィンクスとオイディプスは向かい合って、視線を交差させている。またどちらも犠牲者の遺体や遺骨を描いている。しかし犠牲者の描写はモローの絵画ではより極端に描かれている。崖の岩をつかむ手はまるで犠牲者の最後の喘ぎを描いているかのようである。またアングルのオイディプスが怪物との遭遇の場面を支配しているのに対し、モローの絵画ではむしろスフィンクスの方が激しくオイディプスに跳びかかっており、アングルのオイディプスの身体が自然主義的な筋肉を示しているのに対し、モローのオイディプスは19世紀後半のヨーロッパの絵画や彫刻によく見られる痩せた理想的な体型で描かれている。モローはまたイタリア旅行によって得たルネサンス芸術の研究成果を作品に盛り込むことも忘れなかった。本作品の厳格な様式はマントヴァで活躍したアンドレア・マンテーニャの『聖セバスティアヌス』の影響が色濃く表れているが、ラファエロ・サンツィオの師ペルジーノの作品『アポロンとダプニス』、ヴィットーレ・カルパッチョの絵画『聖ゲオルギウスと竜』との関連性も指摘されている。とりわけペルージノの『アポロンとダプニス』はアポロンのポーズがオイディプスのそれと一致する点が注目される。

### 神話解釈
モローがアングルや初期ルネサンスの絵画に影響を受けつつも描き出した神話的場面は、跳びかかるスフィンクスとオイディプスが至近距離で凝視する独創的なイメージとして結実した。そしてそれは男性と女性のドラマを強く印象づけるものとなった。後にモローは絵画の主題について説明した中で、スフィンクスが生に対する謎そのものであり、人間の高潔な魂と物質的な獣の野蛮さとの戦いであることを強調している。

## 当時の反応

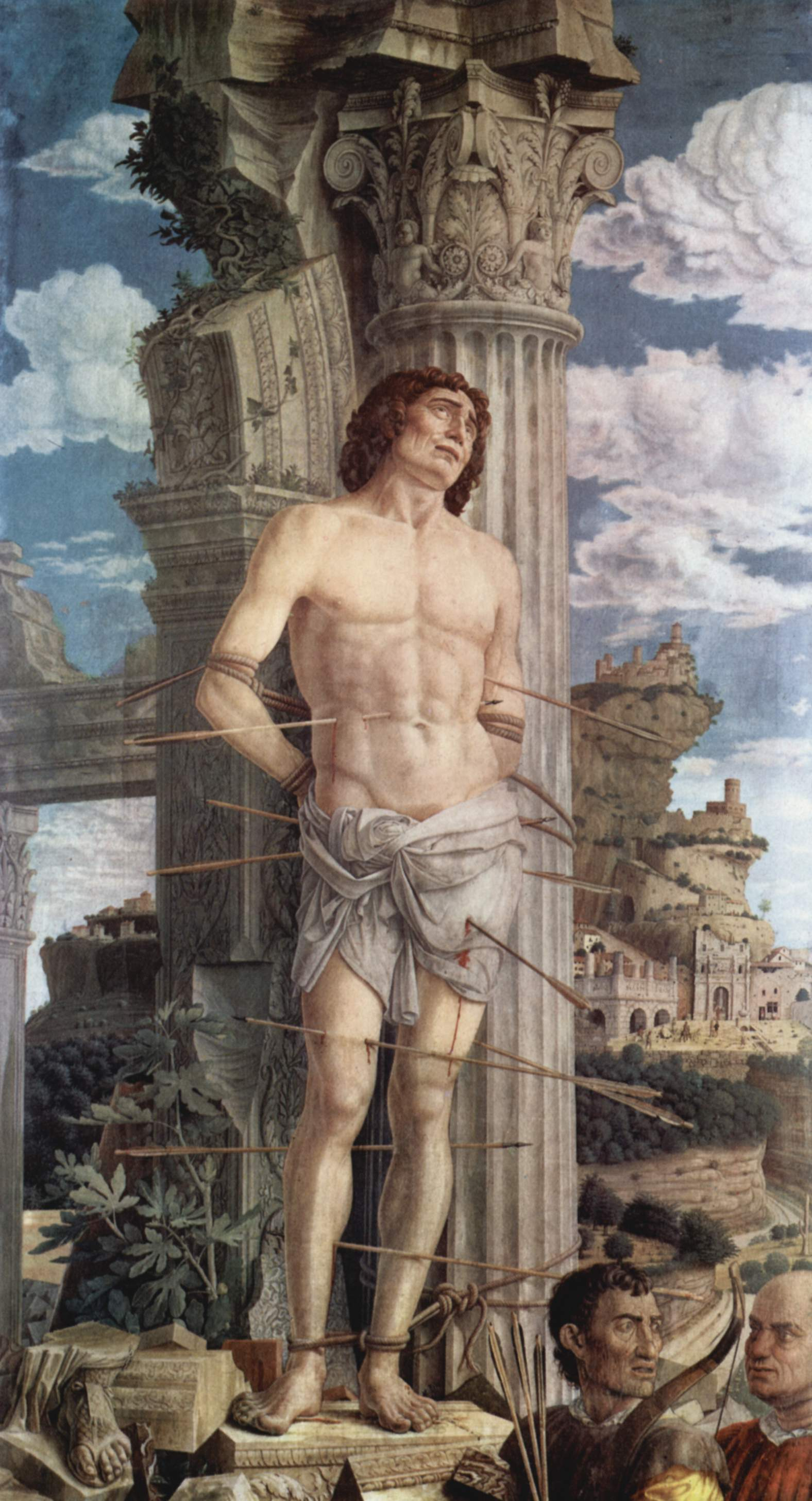
アンドレア・マンテーニャの1480年頃の絵画『聖セバスティアヌス』。ルーヴル美術館所蔵。

本作品が産業宮で開催されたサロンで展示されるとたちまち評判となり、様々な批評家や作家、芸術家から称賛と批判を受け、長期にわたって論じられた。日刊紙『ラ・プレッセ』は、ナポレオン・ジョゼフ・シャルル・ポール・ボナパルトが5月8日に早々と本作品を購入したことをその翌日に報じた。また6月8日の『ジュルナル・ド・ロアレ（Journal du Loiret）』紙は「産業宮の中心に雷鳴のごとき拍手が響き渡った」と報じた。さらにオノレ・ドーミエ、シャム、アルフレッド・グレヴァンによって風刺画が描かれた。
美術評論家シャルル・クレマン（Charles Clément）は5月12日の『ジュルナル・デ・デバ』紙上で、スフィンクスの身体を構成の最高の部分と呼んだ。オイディプスについては身体は少し痩せているがエレガントであることを指摘しつつ、肘と膝がひどく引き寄せられ、足が変形しているように見えると述べた。しかし、概して絵画の効果は良好であり、画家に敬意を表すると締めくくった。

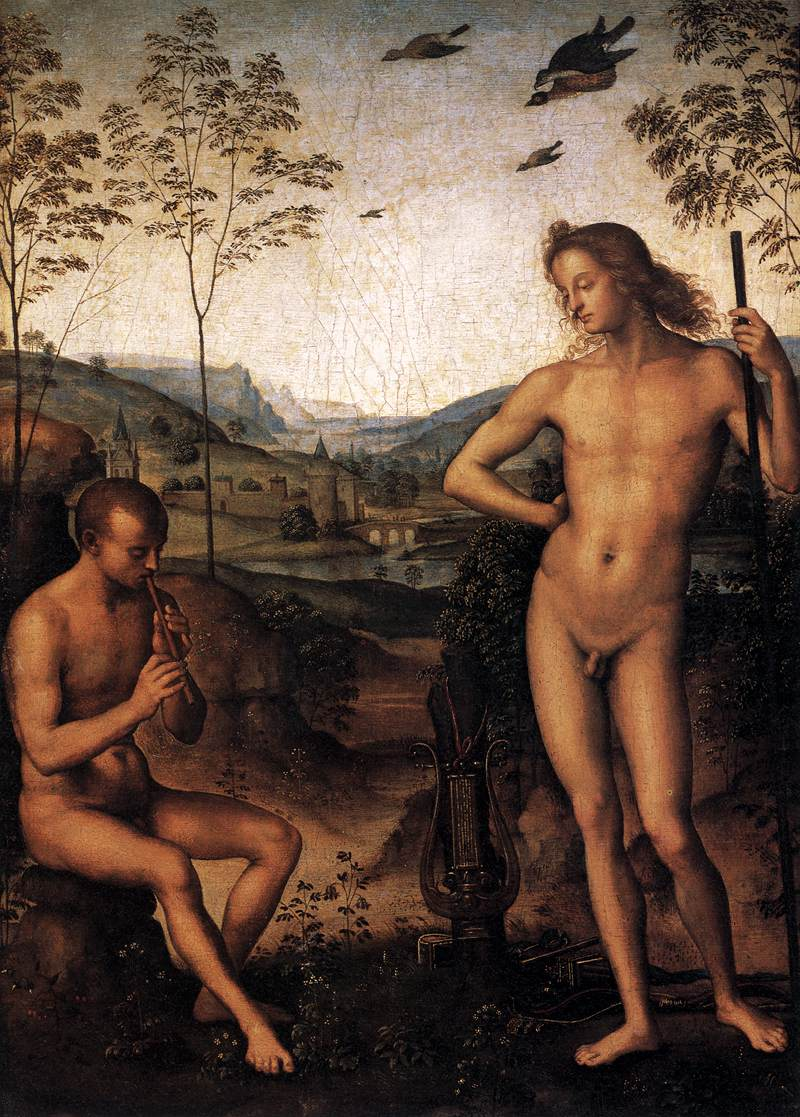
ペルジーノの1490年頃の絵画『アポロンとダプニス』。アポロンのポーズに影響を受けたことが指摘されている。ルーヴル美術館所蔵。

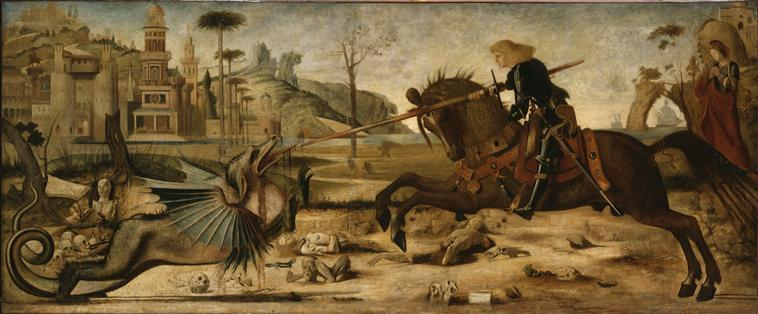
ヴィットーレ・カルパッチョの1502年の絵画『聖ゲオルギウスと竜』のモローによる模写。マキシム・デュ・カンはスフィンクスのポーズがこの絵画のドラゴンに影響を受けていると指摘している。ギュスターヴ・モロー美術館所蔵。

本作品が受けた最も重要な批判は、本作品が初期ルネサンス絵画、とりわけアンドレ・マンテーニャにあまりにも強く影響されているということであった。 美術評論家ポール・ド・サン＝ヴィクトールはマンテーニャの影響を指摘し、モローはそこから抜け出さなければならないと述べた。小説家ジュール・クラレティもやはり週刊誌『ラ・アーティスト』でマンテーニャの影響を指摘したが、同時に「レオナルド・ダ・ヴィンチのように詩的である」とも評した。
アングルの絵画とも比較された。ある批評家は1864年5月6日の『チャリティー年鑑 キリスト教経済誌』（Annales de la charité, Revue d'économie chrétienne）で、モローはエジプト風のスフィンクスではなく、女性とハゲワシの姿を半分ずつ持ったギリシア風のスフィンクスを表現していると述べ、アングルが現代のオイディプスを提示したのに対して、モローは古典的なオイディプスをよりよく理解していると指摘した。作家マキシム・デュ・カンも内容と制作の両方を称賛し、モローの解釈はアングルよりも精神的であるとした。
美術評論家テオフィル・ゴーティエは翌年7月8日の『ル・モニトゥール・ユニヴェルセル』紙上で、モローがオイディプス神話に新しい解釈を与えており、スフィンクスを現代のクルチザンヌに、オイディプスをハムレットの類型になぞらえているとし、アカデミックと決別した古典主義芸術の劇的な成功について述べている。
美術史家エルネスト・シェノーは1868年の Les nations rivales dans l'art. で構成の各要素が考え抜かれ、そして完全に実現されているため、理想的な作品と呼び、サロンで最高の絵画の1つであると述べた。
本作品に対する反応を象徴するものの1つにシャムの風刺画がある。シャムは『クールベ氏の眠りを妨げるギュスターヴ・モロー氏のスフィンクス』と題したカリカチュアで、眠りに就いている写実主義の画家ギュスターヴ・クールベを起こそうとするスフィンクスに扮したモローの姿を描いている。クールベは1851年のスキャンダル以降も田舎の人々や労働あるいは裸婦の生々しさや野卑さを美化することなく描き続けており、人々はそんなクールベに対する古典主義芸術の反撃を本作品に見たのであった。当然のことながらクールベの熱心な擁護者として知られるジュール＝アントワーヌ・カスタニャリは批判的であった。彼は本作品の文学的な性質を非難して、ディテールを酷評し、イタリアルネサンスのパスティーシュ（模倣作）と呼んだ。
本作品はまた象徴主義の画家オディロン・ルドンに強い影響を与えることとなった。当時、24歳の若さで本作品を目にしたルドンは後年、ホルスタイン夫人に宛てた手紙の中でそのときの感動を語っている。

## 来歴
サロンに出展された『オイディプスとフィンクス』はナポレオン・ジョゼフ・シャルル・ポール・ボナパルトの目に留まり、すぐさま8,000フランで購入された。ナポレオンは1867年のパリ万国博覧会に本作品の出品を求められたが拒否し、さらにその翌年、『オイディプスとフィンクス』を画商ポール・デュラン＝リュエルに14,000フランで売却した。売りに出された絵画を15,000フランで購入したのはローマのアメリカ人コレクター、ウィリアムス・ヘンリー・ヘリマンであり、彼は絵画を翌年の1月18日からローマのスペイン広場93に飾った。ヘリマンの死後、1920年にメトロポリタン美術館に遺贈された。

## その他の作品
後年、モローはオイディプスとスフィンクスの主題に回帰し、いくつかの作品を制作している。1878年のパリ万国博覧会に出品した『謎を解かれたスフィンクス』ではオイディプスに謎を解かれて谷底に落下するスフィンクスを描いている。1886年の水彩画『スフィンクス』は1860年に構想した素描を左右反転して描いたものである。

## ギャラリー

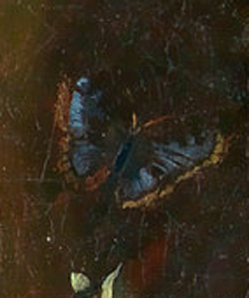
『オイディプスとスフィンクス』のディテール。台座の上方で舞っている蝶は魂を象徴する。
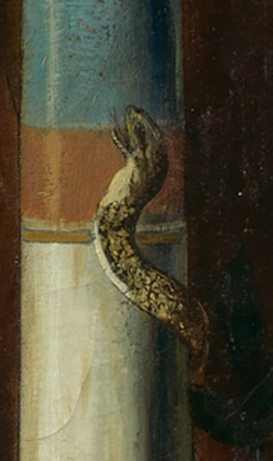
『オイディプスとスフィンクス』のディテール。台座の下方には死を象徴する蛇が描かれている。
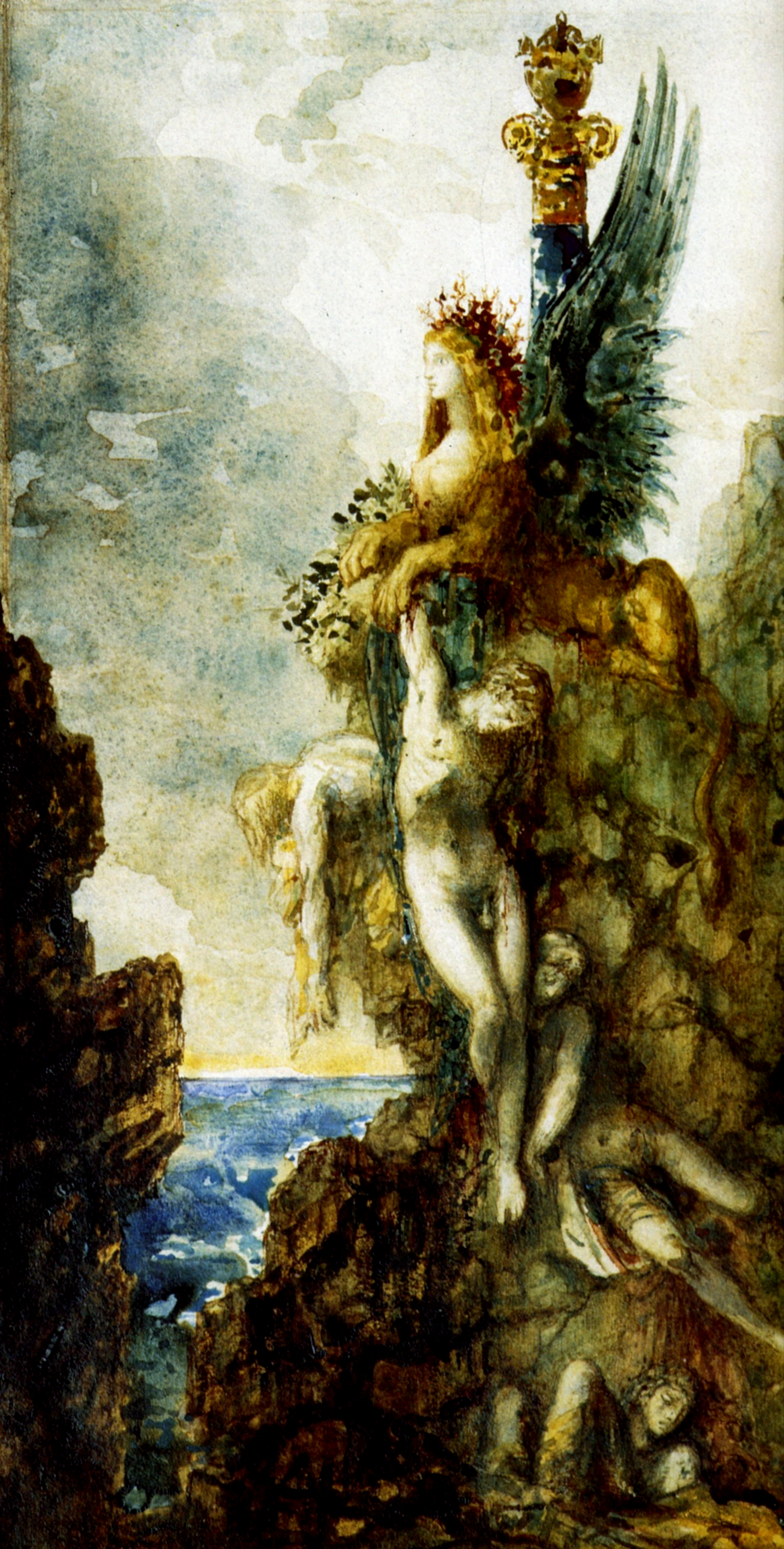
『スフィンクス』1886年 ノイス、クレメンス＝ゼルス美術館（英語版）所蔵
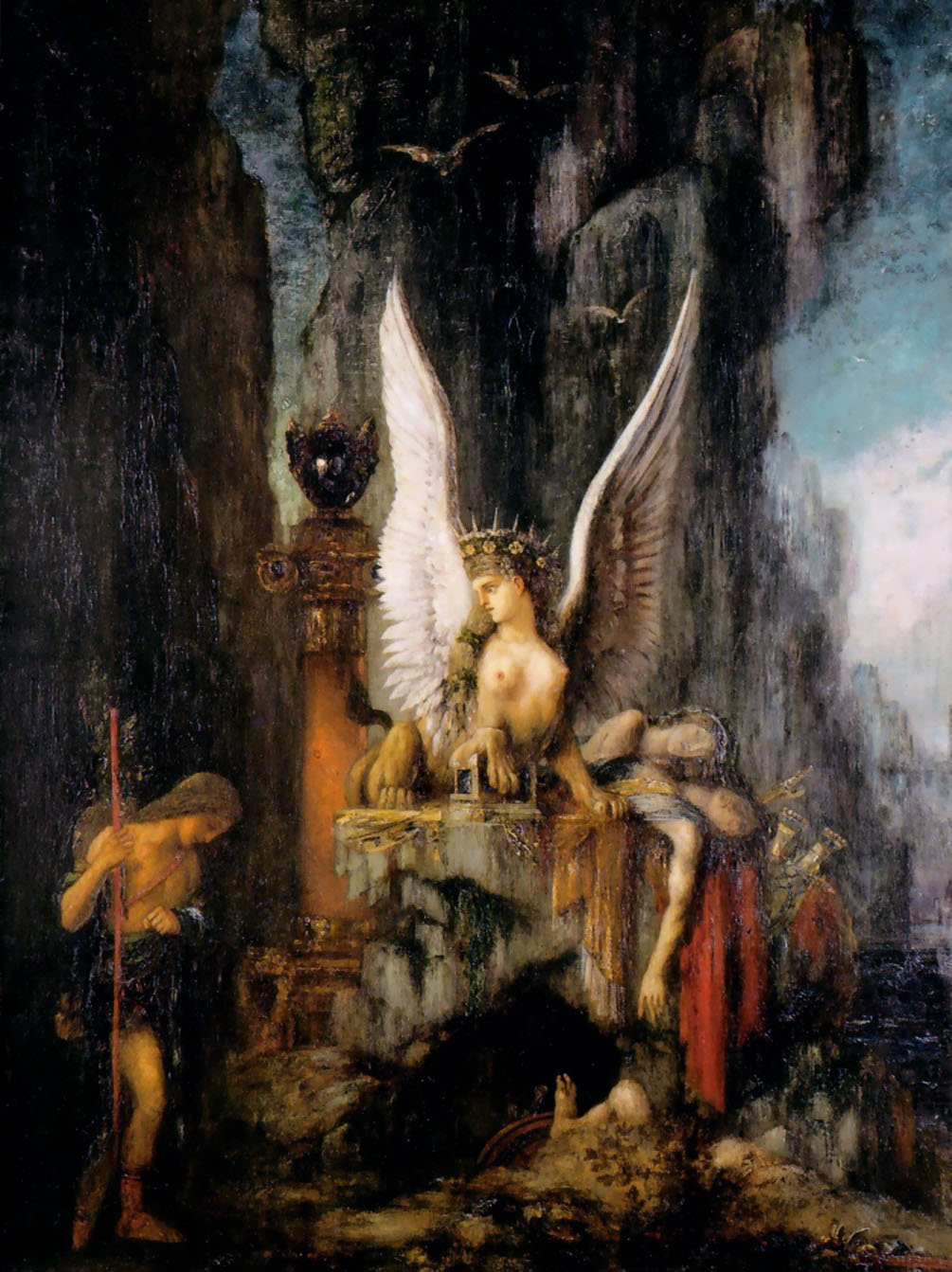
『旅人オイディプス、あるいは死の前の平等』1888年 クール・ドール博物館（英語版）所蔵